# Akysis recavus
Akysis recavus — вид риб з роду Akysis родини Akysidae ряду сомоподібні. Видова назва походить від латинського слова recavus, тобто «вигнуті всередину».

## Опис
Загальна довжина сягає 4 см. Голова сплощена зверху. Морда затуплена. Боки голови увігнуті. Очі невеличкі (діаметр становить 14—20 % довжини голови), розташовані з боків голови. Тулуб сильно витягнутий, стрункий. Скелет складається з 31—33 хребців. У спинному плавці є 5—6 м'яких променів, в анальному — 8—9. Грудні плавці помірно широкі. На задньому краї шипів грудних плавців є 4 опуклостей. У самців коротші черевні плавники і більш опуклий статевий сосочок. Хвостовий плавець усічений.
Загальний фон жовтувато-коричневий. Голова і спина до спинного плавця коричнева. В основі жирового плавця присутня невелика пляма. Усі плавці майже не мають плям або цяток.

## Спосіб життя
Біологія вивчена недостатньо. Є бентопелагічною рибою. Воліє до прісної води. Зустрічається в помірній течії з піщано-кам'янистим дном. Вдень ховається біля дна. Активний вночі. Живиться донними водними безхребетними.

## Розповсюдження
Мешкає в басейні річки Чаопхрая (Таїланд). Є окремі відомості про вилов особин в Меконзі на території Лаосу.